# 23 Vulpeculae

Mapa de constelaciones donde sale la constelación de Vulpécula y sus principales estrellas, si bien no sale 23 Vulpeculae

23 Vulpeculae (23 Vul / HD 192806 / HR 7744) es la segunda estrella más brillante de la constelación de Vulpecula, tras Anser (α Vulpeculae). De magnitud aparente +4,52, no posee nombre propio ni tan siquiera denominación de Bayer. Se encuentra a 329 años luz de distancia del sistema solar.
23 Vulpeculae es una gigante naranja de tipo espectral K3III con una temperatura superficial de 4060 K. Es una de las muchas estrellas que, con temperatura y luminosidad similares, fusionan helio en su núcleo. Arturo (α Bootis), Aldebarán (α Tauri) y Pólux (β Geminorum) son las tres gigantes naranjas más brillantes a simple vista, pero es un tipo de estrella frecuente en el cielo nocturno. La luminosidad de 23 Vulpeculae es 375 veces mayor que la luminosidad solar y, como gigante que es, su radio es considerablemente más grande que el del Sol, 28 veces mayor. Su velocidad de rotación es de al menos 4,2 km/s. Estas características son semejantes a las de Aldebarán A, si bien esta última es algo más fría. 23 Vulpeculae también ha sido catalogada como K3IIIFe-1 y K3IIICN-1Ba0.3Fe-1.
23 Vulpeculae presenta dos compañeras visuales, una apenas a 0,1 segundos de arco y la otra a 0,3 segundos de arco.